# Сен-Жерменский квартал

Кварталы VI округа Парижа

Сен-Жерменский квартал, или Сен-Жермен-де-Пре (фр. Quartier Saint-Germain-des-Prés) расположен на левом берегу Сены, в 24-м административном районе Парижа, в VI округе французской столицы, в конце Рю-де-Ренн и вокруг одноимённого аббатства. Соседствует с расположенным восточнее Латинским кварталом. Его жителей называют жерманопратенами.
На территории квартала находятся станции метро Сен-Сюльпис, Одеон, Сен-Жермен-де-Пре и Мабильон.

## История

### Средневековье
Небольшое селение на левом берегу Сены возникло вокруг Сен-Жерменского аббатства, основанного в середине VI века парижским епископом Жерменом. Как указывает его название («на лугах»), селение лежало за пределами средневековой столицы, то есть вне крепостной стены Филиппа-Августа (территория нынешних 6-го и 7-го округов). Посёлок Сен-Жермен в XII веке насчитывал около 600 жителей. 

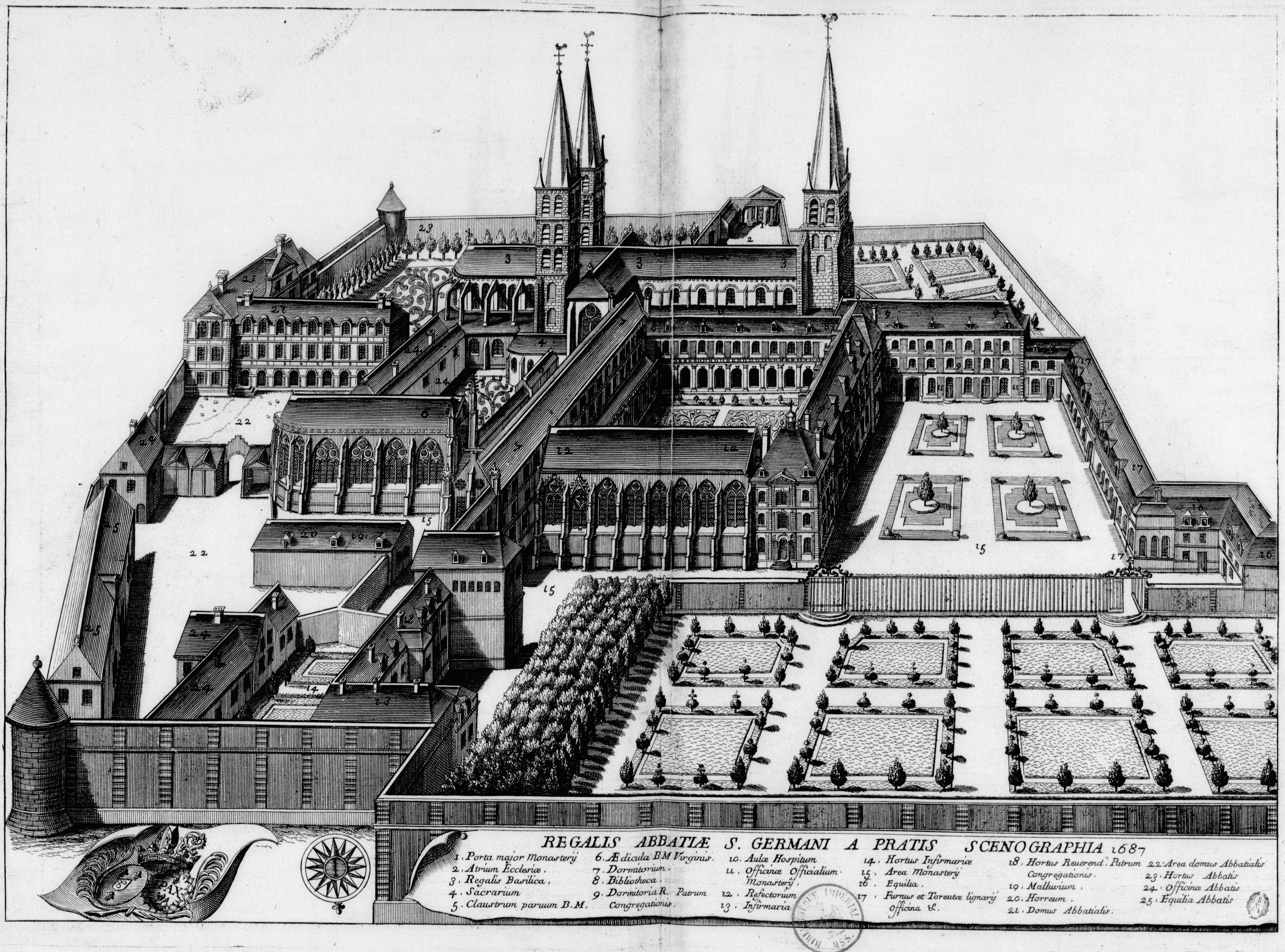
Аббатство при Людовике XIV

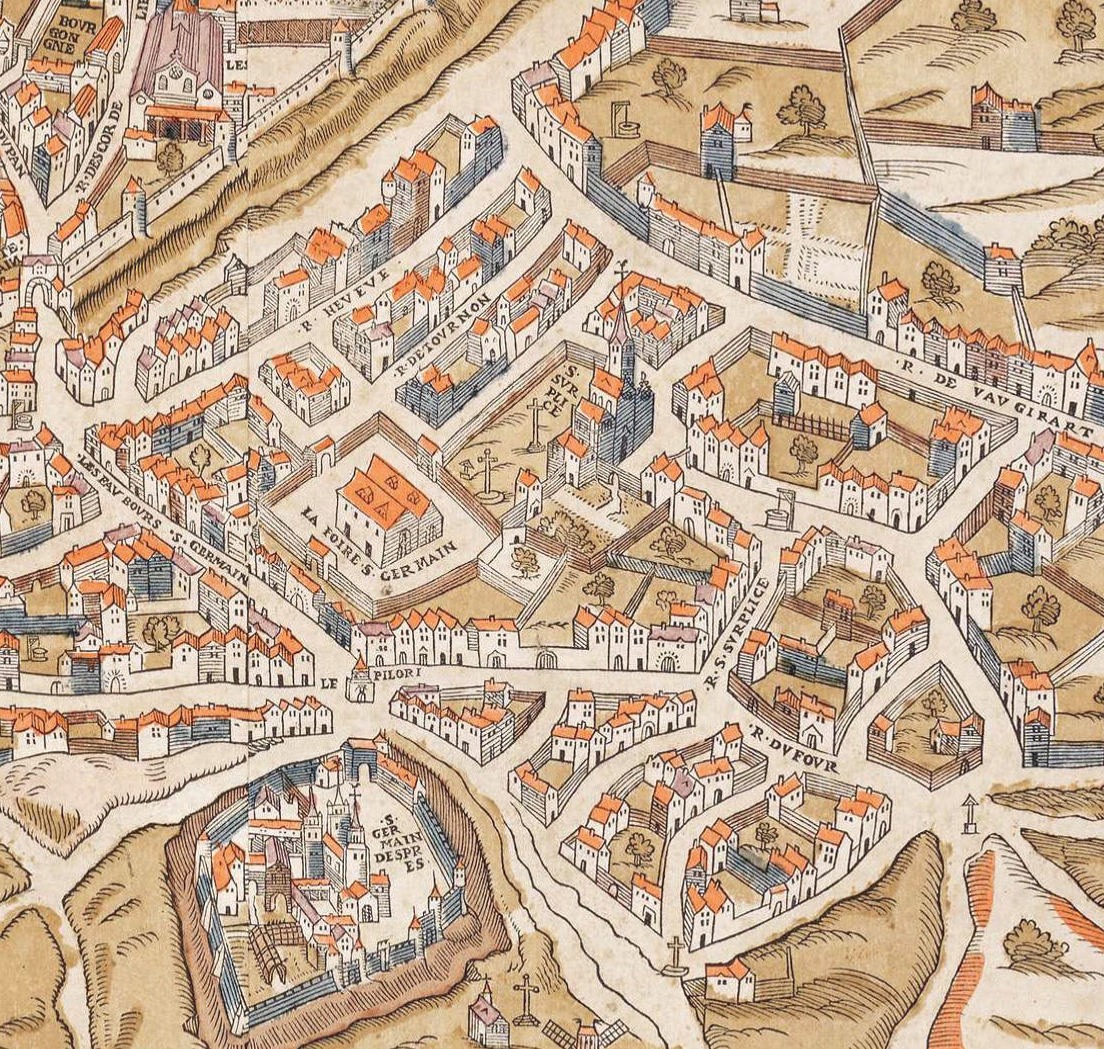
Квартал на карте 1550 года

Аббатство было отстроено в камне в первой половине XI века — в период процветания и интенсивного интеллектуального развития монастыря. Название улицы Печи (rue du Four) происходит от старой печи аббатства, находившейся на территории современной улицы. Первоначально приходской была церковь Святого Петра, находившаяся на месте нынешней украинской католической церкви. С 1180 года приходским храмом селения стала церковь Св. Сульпиция.

### Пристаром порядке
Начиная с XVI века аббатство охотно распродавало заливные луга, давшие ей название, столичным аристократам для строительства их резиденций. Одной из первых выстроила здесь свою усадьбу королева Марго, разведённая жена Генриха Великого. За ней потянулись и другие принцы крови. Квартал прельщал их обилием незастроенных земель и близостью к Лувру. Во времена «короля-солнца» Сен-Жерменский квартал уже считался таким же бастионом аристократии, как и старый Марэ на правом берегу.
В эпоху Просвещения в Сен-Жерменском квартале начинают проводить время литераторы из соседнего квартала студентов. Энциклопедисты и будущие революционеры, такие как Марат, Дантон, Гильотен, собирались в кафе Landelle на улице Бюси или в кафе Прокоп. Квартал из аристократического постепенно превращается в богемный. Все здания монастыря, кроме собственно романской церкви, были разрушены во время Революции. Лишь немногие здания «великого века» выжили среди моря стандартизированной османовской застройки.

### Середина XX века: центр литературной богемы
С 1921-го до конца 1950-х годов здесь находился книжный магазин Le Divan, который являлся одновременно и литературным журналом. Его создателем являлся Анри Мартино. Он находился на углу улицы Бонапарта и Rue de l’Abbaye.
После Второй мировой войны квартал Сен-Жермен-де-Пре стал центром интеллектуальной и культурной жизни Парижа, в том числе благодаря Маргерит Дюрас (и группы с улицы Saint-Benoit), Жан-Полю Сартру и Симоне де Бовуар; знаменитой певице Жюльетт Греко; режиссёрам, таким как Жан-Люк Годар и Франсуа Трюффо; поэту Жаку Преверу и художникам, как Альберто Джакометти и Бернард Квентин. В округе можно было встретить художников, наслаждающихся атмосферой в кафе Дё Маго или в Кафе де Флор. В брассери Lipp собирались журналисты, актёры и политики. Штаб-квартиры крупных издательств (Gallimard, Le Seuil, Grasset) находились в этом квартале. В здешних ночных клубах Франция открыла для себя стиль бибоп. Философия экзистенциализма соседствовала с американским джазом в подвалах на Рю-де-Ренн, где отдыхали и философы, и писатели, и актёры и музыканты. Частыми посетителями таких мест были, в частности, Борис Виан и люди его круга.

### Современность: международный туризм и роскошные магазины

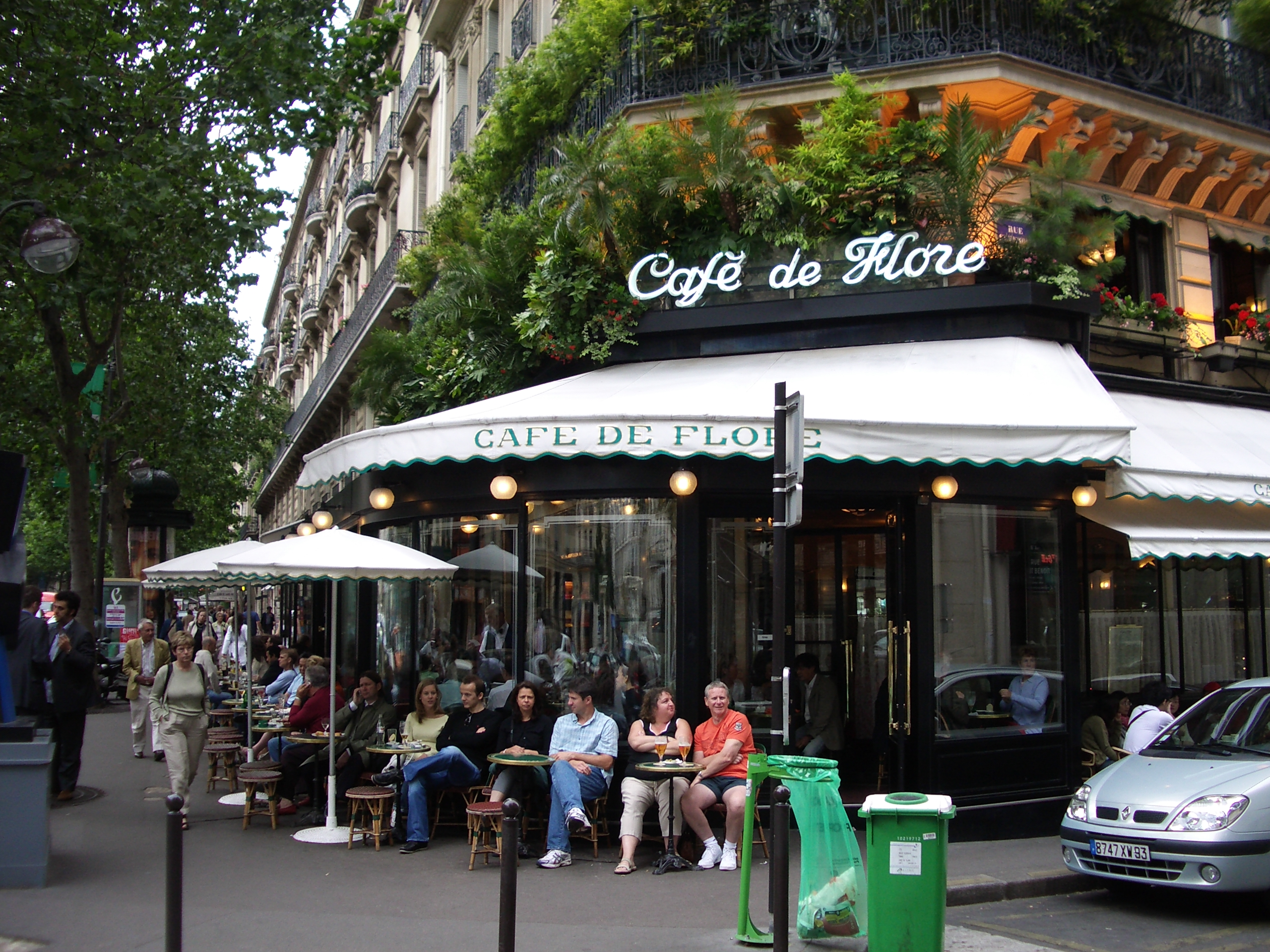
Квартал изобилует кафе и ресторанами

С развитием в последней трети XX века международного туризма Сен-Жермен-де-Пре превратился в район с роскошными бутиками и дорогой недвижимостью. Многие библиотеки были закрыты, штаб-квартиры крупных издательств переехали в другие районы столицы, парижские университеты открыли другие кампусы. На смену книжным магазинам и небольшим бутикам пришли сетевые магазины модной одежды, часто роскошные.
В 1961 году Ги Беар пел «больше нет… (Сен-Жермен-де-Пре)». Эта песня была также перепета Жюльеттой Греко, музой квартала. Ещё в 1967 году Лео Ферре в песне «Латинский квартал» с сожалением и горечью пел о том, что квартал изменился, он не тот, что прежде. Исчезновение былой атмосферы квартала оплакивается и в песне Алена Сушона «На левом берегу в Париже».

## В кино
- 1949 — Свидание в июле, Жак Беккер.
- 1950 — Пигаль-Сен-Жермен-де-Пре, Андре Бертомьё.
- 1951 — Алая Роза,  Марсель Палиеро .
- 1958 — Обманщики, Марсель Карне.
- 1960 — На последнем дыхании, Жан-Люк Годар.
- 1973 — Мамочка и Шлюха, Жан Эсташ.
- 1986 — Около полуночи, Бертран Тавернье.